# Radical 180
Le radical 180, qui signifie son, est un des 11 des 214 radicaux chinois répertoriés dans le dictionnaire de Kangxi composés de neuf traits.
Le caractère Unicode de 音 est 97F3.

## Caractères avec le radical 180
| nombre de traits          | caractères |
| ------------------------- | ---------- |
| Sans trait supplémentaire | 音         |
| 4 traits supplémentaires  | 韴 韵      |
| 5 traits supplémentaires  | 韶 韷      |
| 7 traits supplémentaires  | 韸         |
| 9 traits supplémentaires  | 韹 韺      |
| 10 traits supplémentaires | 韻 韼      |
| 11 traits supplémentaires | 韽 韾      |
| 13 traits supplémentaires | 響         |
| 14 traits supplémentaires | 頀         |